# Gorge Juukan
Juukan Gorge est un site archéologique préhistorique aborigène situé en Australie.

## Histoire et importance archéologique
Les grottes de Juukan Gorge sont occupées par les populations autochtones depuis au moins 30 000 ans,,.
Au total, 32 objets en pierre sont découverts à Juukan-1. S'ajoute, un total de 67 fragments d'os d'animaux, dont 57 sont identifiables. Les espèces identifiées sont le bandicoot, le kangourou, le wallaroo, la souris indigène, le rat et un fragment de poisson. Des os d'animaux de petite à grande taille sont retrouvés dans la plupart des fosses, à l'exception de la fosse 9, où la majorité des os appartiennent à des macropodes de taille moyenne à grande.
Au total, 272 artefacts en pierre sont récupérés lors de l'excavation des puits d'essai à Juukan-2. 857 fragments d'os d'animaux sont récupérés à Juukan-2. Une grande variété d'espèces est présente, les petites espèces (rats/souris indigènes, lézards, serpents) constituant la majorité des spécimens retrouvés (61%). Les macropodes de taille moyenne (kangourou, wallaby) représentent 30%, le reste sont des fragments de poissons et d'oiseaux. Les espèces identifiées sont les suivantes : kangourou rouge, wallaby commun, bandicoot, opossum, opossum pygmée, échidné, bettong, souris indigène, rat, gecko, scinque, petit oiseau et poisson.
La Society of American Archaeology souligne l'importance archéologique des grottes : « étant donné la rareté mondiale des sites d'une telle ancienneté, les grottes étaient également d'une importance archéologique exceptionnelle [...] elles contribuent directement à la compréhension mondiale de ce que signifie être humain, d'une manière tout à fait unique ».

## Destruction
Le 24 mai 2020, des grottes de Juukan Gorge sont dynamitées avec des explosifs par l'entreprise minière Rio Tinto dans le cadre de l'agrandissement de mines de fer,,,. 
De nombreuses ressources archéologiques sont perdues,,. 

## Réactions

### Communauté aborigène
Le porte-parole de la société aborigène des PKKP (Puutu Kunti Kuruma et Pinikura), Burchell Hayes, déclare que « la destruction de Juukan Gorge a été une catastrophe planétaire qui a touché le cœur des PKKP et de la communauté au sens large ». 
Le président du Comité foncier Puutu Kunti Kurrama, John Ashburton, explique  « son peuple est profondément attristé par la destruction de ces grottes et pleure la perte du lien avec ses ancêtres ainsi qu'avec leur terre ».

### Démissions
En septembre 2020, Jean-Sébastien Jacques, le président de Rio Tinto et deux hauts dirigeants démissionnent.
En mars 2021, Simon Thompson, président de Rio Tinto, démissionne. Il explique qu'« en tant que président, je suis au final responsable des manquements qui ont conduit à cet événement tragique»,.